# Dúrcal
Dúrcal est une ville d'Espagne, dans la province de Grenade.

## Géographie

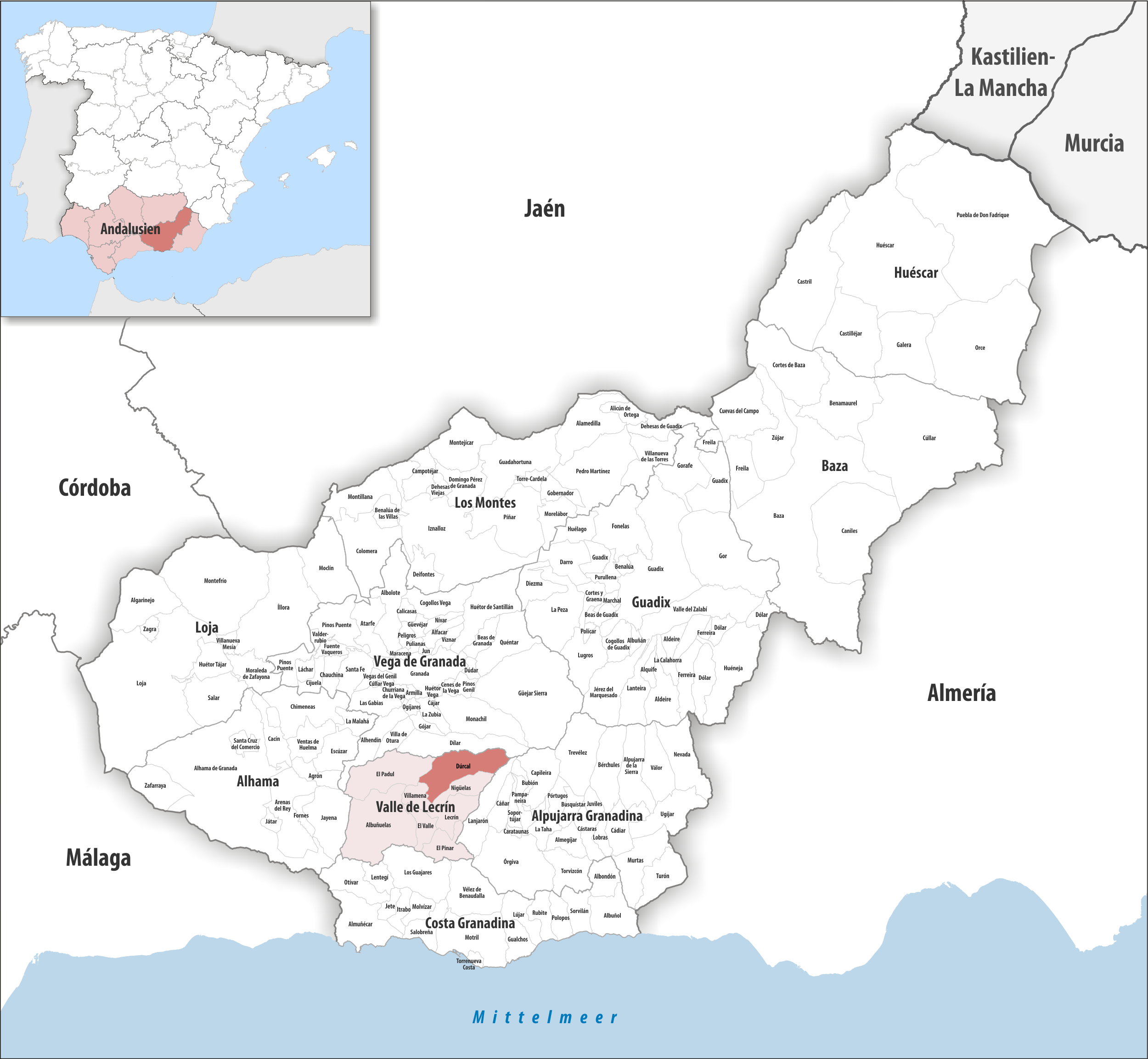
Dúrcal dans la comarque Vallée de Lecrín, province de Grenade / en Andalousie

### Localisation
La commune de Dúrcal se trouve dans le sud de l'Espagne, à peu près au centre de la partie sud de la province de Grenade, et dans la pointe nord-est de la comarque Vallée de Lecrín.
Motril, le port le plus proche, est à 35 km sud ;
Grenade est à 33 km nord ;
Madrid à 448 km nord ;
Gibraltar à 258 km ouest-sud-ouest (distances par route).

### Généralités
La moitié est de la commune se trouve dans le parc national de la Sierra Nevada. La pointe nord-est de la commune est au sommet du Tozal del Cartujo (es), qui est l'un des monts d'une grande ligne de partage des eaux : le cours d'eau Dúrcal prend source sur le flanc ouest du cette montagne et rejoint le fleuve Guadalfeo, qui débouche dans la Méditerranée ; le cours d'eau Dílar (es) se forme sur le flanc nord de cette montagne et est un sous-affluent du Guadalquivir, qui rejoint l'Atlantique.
La ville de Dúrcal est dans la pointe sud-ouest de la commune. Au sud du bourg passe l'autoroute A-44.

### Hydrographie
Le Dúrcal prend source dans le nord-est de la commune et la traverse jusque dans le sud-ouest de la commune, marquant la limite de commune avec Villamena sur plusieurs kilomètres. 

Moins de 1 km avant d'atteindre cette limite de commune, son cours est enjambé par le fameux pont ferroviaire du Gor (es), premier pont à cantilever construit en Espagne, originellement destiné à franchir le Gor (es) dans la commune de Gor sur la ligne Baza - Guadix ; mais de gros problèmes d'infiltration empêchent qu'il y soit jamais utilisé complètement dans ce sens, et il doit être abandonné pour un autre pont beaucoup plus petit construit à 1 km en amont,. Les trains cessent définitivement de l'utiliser à Gor en mai 1913 ; son abandon est officiellement enregistré par l'administration en 1921.
Il est déménagé pour permettre à la ligne ferroviaire Grenade-Motril de franchir le Dúrcal, avec une nouvelle inauguration en 1923,. À son nouvel emplacement à la sortie nord de Dúrcal, il fait de nos jours partie d'un trio de ponts, avec celui de la N-323a et celui d'une route de desserte locale,.
En 1974 (?) la ligne de tramway Grenade - Dúrcal est décommissionnée et la FEVE (Ferrocarriles Españoles de Vía Estrecha, ou chemins de fer à voie étroite) a l'intention de démanteler la structure ; mais en 1976 le ministère des Travaux Publics cède le pont à la mairie de Dúrcal. Il est considéré comme une des plus belles œuvres de l'ingénierie métallurgique en Andalousie.

## Histoire

### Époque moderne
« Le Câble », téléphérique Dúrcal – Motril
Le « chemin de fer aérien » de Dúrcal - Motril appartenait à la société anonyme Tranvías Eléctricos de Granada (es) (TEGSA) qui l'a construit. Il était surnommé « el Cable » ("le Câble"), avec ses bennes accrochées à un câble et se suivant sans fin (voir des photos dans la source fournie). De 1925 à 1950, il a tenu un rôle essentiel dans le développement industriel de la région de Grenade : c'était la seule ligne publique de transport de marchandises assurant la connexion du chemin de fer du centre et du nord de la province avec la Méditerranée. 

Car les trains vers le sud ont longtemps eu Durcal comme terminus : la ligne Grenade – Armilla – Padul – Dúrcal est inaugurée sur toute sa longueur en 1924, une fois la dernière difficulté logistique résolue par le déménagement du pont du Gor (sur la ligne Baza – Guadix) reconstruit sur le Dúrcal. La TEGSA célèbre le 18 décembre 1924 l'obtention de l'accord du gouvernement régional pour la construction du téléphérique Durcal – Motril. Pourquoi un téléphérique plutôt que le train annoncé publiquement haut et fort depuis 1916 ? Difficile à déterminer, surtout après le temps écoulé. En réalité c'est un bon choix logistique, épargnant bien des peines et des soucis – et de l'argent – dans ce terrain profondément raviné par de nombreux cours d'eau asséchés ou non. Il y a aussi un aspect politique possible : les directeurs ont peut-être choisi ce moyen pour éviter la confrontation directe avec les autorités du port de Malaga : le train à Motril, c'est autant de fret en moins pour Malaga ; tandis que des wagonnets suspendus, si petits à côté de "vrais" wagons, sont moins provocants. Et moins chers…
Le matériel est acheté en 1924 à Milan, Italie, chez Ceretti e Tanfani. Jesús A Aguirre est l'ingénieur en chef. Son projet est déjà fonctionnel à titre d'essai en 1925, il reçoit l'approbation royale le 22 février 1926 et est officiellement inauguré le 17 avril 1927. Ses 38,865 km de long font de lui le plus long d'Espagne et le deuxième plus long d'Europe après une ligne similaire de 40 km en Hongrie.
Depuis Dúrcal il descendait à peu près en droite ligne sur Tablate (sur El Pinar) au sud ; là, une branche rejoignait Orgiva à l'est et la ligne principale continuait vers le sud-ouest jusqu'au port de Motril. De Durcal à Motril le trajet durait environ 3 heures, à quoi il fallait ajouter une heure pour le chargement des wagonnets et une heure pour leur déchargement – soit 5 heures. Depuis Grenade, les marchandises étaient d'abord chargées dans un tramway, soit une heure de manutention pour le chargement (ou le déchargement pour le voyage en sens inverse) puis une heure de voyage jusqu'à Durcal. Là, transbordement depuis le tramway vers les wagonnets suspendus (une heure de manutention), il fallait ajouter 2 heures : une heure de manutention et une heure de transport effectif.
Il y avait six stations : Dúrcal, 
Tablate (es), 
Central (aussi appelé Rules, lieu de jonction de la branche à Órgiva), 
La Gorgoracha (es) (gros hameau sur Vélez de Benaudalla), 
sucrerie du Pilar (es) et 
le port de Motril (es).
La ligne était divisée en cinq sections :
- premier tronçon : Dúrcal-Tablate, 9 069 m
- deuxième tronçon : Tablate-Estación Central, 6 849 m
- troisième tronçon : Estación Central-Gorgoracha, m
- quatrième tronçon : Gorgoracha-Azucarera del Pilar, 3 505 m
- cinquième tronçon : Azucarera del Pilar-Puerto de Motril, 2 673 m

À quoi il faut rajouter la branche Estación Central-Órgiva (inaugurée en 1929) : 5 549 m. Et certaines entreprises ont leur propre accès aux wagonnets, comme l'usine de sucre du Genil (azucarera del Genil).
L'électricité pour les moteurs provenait du « Salto de Dúrcal » et était distribuée par une ligne de 25 000 volts, avec des sous-stations électriques à Dúrcal, Rules (Central) et Motril.

## Économie
Sur la commune se trouve une usine de mise en bouteille d'eau directement pompée sur la nappe phréatique. Elle a été autorisée par le gouvernement d'Andalousie – et non par le gouvernement local – sous prétexte d'intérêt public. Mais l'entreprise a demandé en 2025 le droit de prélever encore plus d'eau, alors que de plus en plus de sources locales se sont taries dans les deux dernières années, y compris des sources jusque là jamais taries de mémoire d'homme.